# Thakurgaon (zila)
Thakurgaon (Bengaals: ঠাকুরগাঁও জেলা) is een district (zila) in de divisie Rangpur in noord Bangladesh. Het district grenst in het westen aan India.